# Świbno
Świbno (deutsch Schiewenhorst) ist eine Siedlung im Danziger Stadtbezirk Wyspa Sobieszewska in der Woiwodschaft Pommern in Polen. Es liegt seit 1895 am Weichseldurchstich.

## Geographie

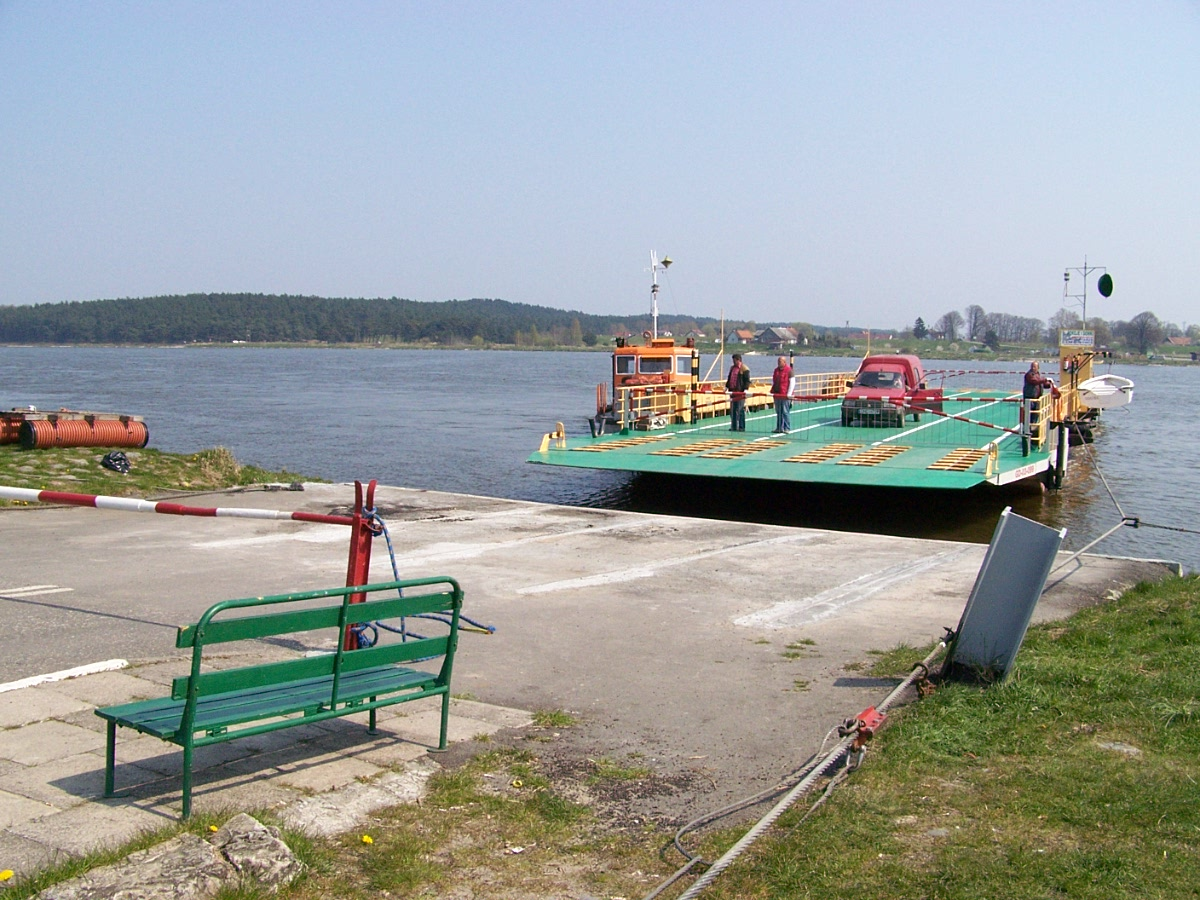
Fähre über den Weichseldurchstich

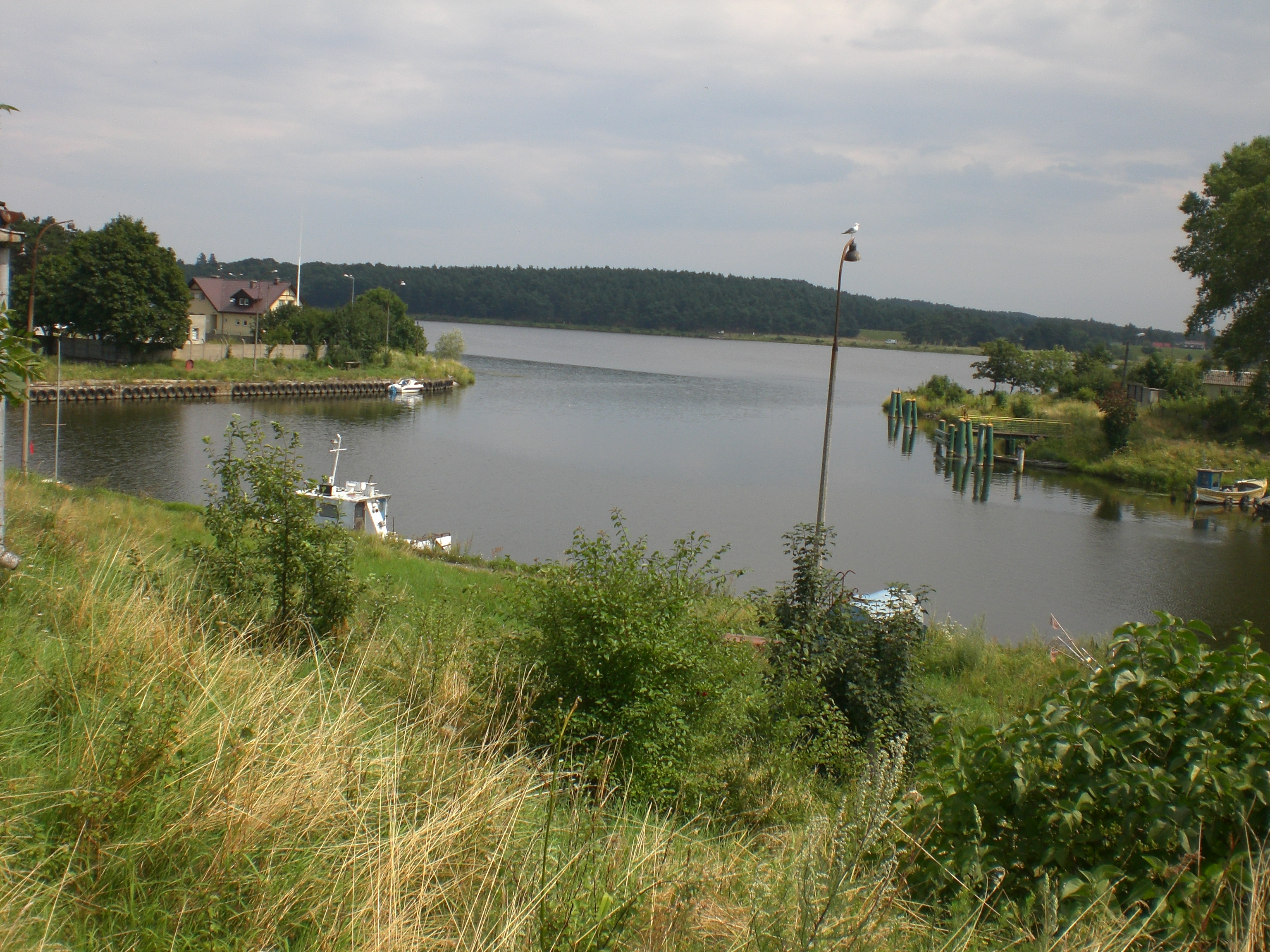
Hafen des Orts

Der Ort liegt 21 Kilometer östlich der Stadtmitte Danzigs an der Weichsel. Er liegt südlich des Dünengürtels der Danziger Nehrung im Norden des Żuławy Wiślane (Weichsel-Nogat-Delta) an der Ostgrenze der Wyspa Sobieszewska (Bohnsacker Insel bzw. Neue Binnennehrung). Im Westen grenzt er an Komary (Schnakenburg) und im Süden an Przegalina (Einlage). Im Osten liegt jenseits der Weichsel Mikoszewo (Nickelswalde) in der Gmina Stegna (Steegen).

## Geschichte
Im Jahr 1969 wurden auf einer Düne bei Świbno Siedlungsspuren und Keramikfragmente aus der Jungsteinzeit entdeckt. Bohnsack wurde 1410 als Bonensack erwähnt. Es war seit 1454 ein Kirchdorf der Stadt Danzig. Ebenso gehörten Wordel, Schnakenburg und Schiewenhorst zu den Stadtdörfern. Schiewenhorst und Einlage waren bis 1563 eine Gemeinde und gehörten dem Danziger Burggrafen Johann Kremer. Von ihm kamen die Orte an die Familie Brandes und über die Familien Tiedemann und Weickhmann 1784 an den Bürgermeister Johann Bentzmann. Urkundlich wurde es 1614 als Schiefe Horst erwähnt, 1733 als Schiwenhorst.
Mit der zweiten Polnischen Teilung wurde das Gebiet der Stadt Danzig 1793 von Preußen annektiert. Auf 30 Höfen lebten damals 130 Menschen. In den Jahren von 1807 bis 1813 gehörte Schiewenhorst zur Republik Danzig. Im Jahr 1816 hatte der Ort 19 Häuser und 146 Einwohner. Es gab ein Gasthaus, eine Schmiede, zwei Bäckereien und einen Händler. Das Gebiet südlich des Dünenstreifens der Nehrung war Landgewinnungsmaßnahmen unterworfen. Mit der Schließung des Deichs um die ehemalige Außennehrung wurde es im 19. Jahrhundert zur Neuen Binnennehrung, im Gegensatz zur Alten Binnennehrung bei Steegen. Die Deiche zogen sich 1885 von Bohnsack bis nach Fischerbabke.
Am 1. Januar 1874 wurde die Kreisordnung für die Provinz Preußen eingeführt, diese wurde vier Jahre später wieder in die Provinzen Ost- und Westpreußen geteilt. Am 25. April 1874 wurde der Amtsbezirk Einlage gebildet. Der Ort Schiewenhorst war eine Landgemeinde im Landkreis Danzig (ab 1887 Kreis Danziger Niederung). Die Einwohnerzahl stieg von 281 (in 1885) über 556 (1910) auf 620 (1929) an. Zuständig war das Amtsgericht Danzig. Evangelische waren nach Bohnsack eingepfarrt, Katholiken nach Fürstenwerder. Die Pfarrkirche in Sobieszewo (Bohnsack) wurde 1947 katholisch geweiht.
Im Jahr 1889 wurde zwischen Schiewenhorst und Nickelswalde mit dem Graben des Weichseldurchstichs begonnen, der 1895 vollendet wurde. Das Dorf erhielt einen Fischereihafen. Ende des 19. Jahrhunderts erhielt der Ort Badebuden an der Danziger Bucht. Im Jahr 1905 wurde die Schmalspurbahn der Westpreußischen Kleinbahnen eröffnet und drei Fähren verkehrten über den Durchstich, eine Seilfähre für Fuhrwerke, eine Dampffähre (auch im Winter geöffnet) für Autos und Karren sowie das Trajekt der Kleinbahn. Entlang des Hochwasserdamms erstreckte sich eine neue Siedlung Richtung Einlage.
Kreis und Amtsbezirk wurden gemäß den Bestimmungen des Friedensvertrags von Versailles am 10. Januar 1920 an die Freie Stadt Danzig abgetreten. Im Jahr 1923 lebten in 161 Gebäuden 574 Menschen. Nach dem deutschen Überfall auf Polen kam das Gebiet von 1939 bis 1945 völkerrechtswidrig zum Reichsgau Danzig-Westpreußen und in der Folge des Zweiten Weltkriegs an die Republik Polen. Die deutschen Ortsbewohner wurden vertrieben. Ein beträchtlicher Teil war jedoch geflohen, da die Nehrung bis zum 9. Mai 1945 zum Kampfgebiet gehörte. Von März bis Mai 1945 fuhren Boote und kleine Schiffe mit Flüchtlingen zur Halbinsel Hel, wo der Umstieg auf größere Fahrzeuge erfolgte.
Ab 1945 trug der Ort den polnischen Namen Śpiewowo, zwei Jahre später wurde Świbno amtlich und 1848 der Bahnbetrieb wieder eröffnet. Im Jahr 1950 lebten in 88 Häusern 484 Menschen. Bis 1959 bestand das Trajekt, bis 1971 der Passagierverkehr nach Danzig. Mit Ende des Jahres 1973 wurde der Bahnbetrieb der Gdańska Kolej Dojazdowa eingestellt und 1974 die Schienen abgebaut. Am 1. Januar 1973 wurde das Gebiet bis zum Weichseldurchstich in die Verwaltungsgrenzen der Stadt Danzig eingegliedert.

## Verkehr
Świbno liegt an der Woiwodschaftsstraße 501 von Danzig nach Krynica Morska (Kahlberg-Liep). Vor der Weichselfähre zweigt die Verbindungsstraße zur Schnellstraße S7 ab. Der Ort ist an den städtischen Busverkehr angebunden.